# 야쓰시로시
야쓰시로시(일본어: 八代市)는 일본 구마모토현 남부의 중심 도시로 현내에서 두 번째로 많은 인구를 가지는 전원 공업 도시이다. 일본 3대 급류 중 하나인 구마강이 분류해 야쓰시로해로 흘러드는 삼각주 지대 북안에 시가지가 있으며 에도 시대에는 구마모토번주 호소카와씨의 우두머리 가로 마쓰이씨의 성시(조카마치)로 번창했다.

## 개요
에도 시대 이후 간척으로 형성된 평야부에서는 농업이 활발한 편이고 다다미오모테의 원료가 되는 골풀 생산은 일본 제일로 전체 생산량의 80%를 차지한다. 또 일본 최대의 감귤류인 만백유도 특산품으로 일본 제일의 생산량을 자랑한다. 최근에는 토마토 산지로도 알려져 있다.
메이지 시대가 되어 야쓰시로항이 근대적인 항만으로 정비되었고 1890년에 규슈 최초의 시멘트 공장이 생긴 것을 시작으로 이후 규슈 최초의 제지 공장, 닛소 인견 펄프, 쇼와 주조가 연달아 진출해 공업도시로 발전했다. 제2차 세계 대전 후에는 전원 지대나 해안 매립지에 새로운 공장이 나란히 들어섰고 골풀 생산도 성장해 번영하였다. 그러나 최근에는 중심부 대형 상점의 폐쇄와 교외 대형 쇼핑센터의 진출 등으로 중심 시가지의 활성화가 과제가 되고 있다.
매년 11월에 열리는 "묘켄제"는 규슈 3대 축제 중 하나로 그 행렬은 1km에 이른다. 가을에는 매년 수십만 명의 관광객이 모이는 "야쓰시로 전국 불꽃 경기 대회"가 열린다. 야쓰시로 평야의 남단에는 히나구 온천이 있어 에도 시대에 구마모토번이 운영하는 온천장으로 번창하였다.

## 역사
1632년에 가토씨가 제거된 후에 호소카와 다다토시가 히고국의 영주가 되면서 그의 아버지 호소카와 다다오키가 은거 장소로 마쓰에성에 입성했다. 1645년에 다다오키가 죽으면서 우두머리 가로인 마쓰이 오키나가가 입성했다. 이후 에도 막부 말기까지 마쓰이 가문의 3만 석 성시(조카마치)로 번창했다. 1821년에는 에도 시대의 히고국 최대 간척 사업이 행해져 쌀 2,400석, 소금 1,600석이 증수되었다.
- 1940년 9월 1일 - 야쓰시로정을 포함한 1정 3촌이 합병해 야쓰시로시가 성립하였다.
- 2005년 8월 1일 - 이웃한 정촌인 센초정, 가가미정, 사카모토촌, 도요촌, 이즈미촌과 합병하였다.

## 인구
| 연도                             | 인구    | ±%     |
| -------------------------------- | ------- | ------ |
| 1920                             | 100,007 | —      |
| 1925                             | 106,172 | +6.2%  |
| 1930                             | 108,768 | +2.4%  |
| 1935                             | 113,963 | +4.8%  |
| 1940                             | 115,138 | +1.0%  |
| 1945                             | 147,489 | +28.1% |
| 1950                             | 155,373 | +5.3%  |
| 1955                             | 164,725 | +6.0%  |
| 1960                             | 164,685 | −0.0%  |
| 1965                             | 156,277 | −5.1%  |
| 1970                             | 149,647 | −4.2%  |
| 1975                             | 147,715 | −1.3%  |
| 1980                             | 150,389 | +1.8%  |
| 1985                             | 149,421 | −0.6%  |
| 1990                             | 145,959 | −2.3%  |
| 1995                             | 143,712 | −1.5%  |
| 2000                             | 140,655 | −2.1%  |
| 2005                             | 136,886 | −2.7%  |
| 2010                             | 132,314 | −3.3%  |
| 2015                             | 127,472 | −3.7%  |
| 2020                             | 123,067 | −3.5%  |
| Yatsushiro population statistics |         |        |

## 지리
서부는 시라누이해(야쓰시로해)와 접한 평야로 그 대부분은 에도 시대 이후 수차례에 걸친 간척으로 형성된 것이다. 동부에서 남부까지는 규슈 산지의 산간부로 합병에 의해서 시역은 다이라씨의 도망자 마을로 알려진 고카노쇼까지 및 미야자키현과 경계를 접한다.

### 기후
| 야쓰시로시의 기후                                            | 야쓰시로시의 기후 | 야쓰시로시의 기후 | 야쓰시로시의 기후 | 야쓰시로시의 기후 | 야쓰시로시의 기후 | 야쓰시로시의 기후 | 야쓰시로시의 기후 | 야쓰시로시의 기후 | 야쓰시로시의 기후 | 야쓰시로시의 기후 | 야쓰시로시의 기후 | 야쓰시로시의 기후 | 야쓰시로시의 기후 |
| 월                                                           | 1월               | 2월               | 3월               | 4월               | 5월               | 6월               | 7월               | 8월               | 9월               | 10월              | 11월              | 12월              | 연간              |
| ------------------------------------------------------------ | ----------------- | ----------------- | ----------------- | ----------------- | ----------------- | ----------------- | ----------------- | ----------------- | ----------------- | ----------------- | ----------------- | ----------------- | ----------------- |
| 역대 최고 기온 °C (°F)                                       | 23.7 (74.7)       | 25.2 (77.4)       | 27.6 (81.7)       | 30.2 (86.4)       | 32.9 (91.2)       | 37.0 (98.6)       | 37.9 (100.2)      | 37.7 (99.9)       | 36.8 (98.2)       | 33.4 (92.1)       | 28.6 (83.5)       | 24.8 (76.6)       | 37.9 (100.2)      |
| 일평균 최고 기온 °C (°F)                                     | 10.9 (51.6)       | 12.4 (54.3)       | 15.9 (60.6)       | 21.0 (69.8)       | 25.4 (77.7)       | 27.6 (81.7)       | 31.5 (88.7)       | 32.8 (91.0)       | 29.6 (85.3)       | 24.6 (76.3)       | 18.8 (65.8)       | 13.2 (55.8)       | 22.0 (71.5)       |
| 일일 평균 기온 °C (°F)                                       | 6.4 (43.5)        | 7.6 (45.7)        | 10.8 (51.4)       | 15.5 (59.9)       | 19.9 (67.8)       | 23.2 (73.8)       | 27.1 (80.8)       | 27.8 (82.0)       | 24.5 (76.1)       | 19.2 (66.6)       | 13.7 (56.7)       | 8.5 (47.3)        | 17.0 (62.6)       |
| 일평균 최저 기온 °C (°F)                                     | 2.1 (35.8)        | 2.9 (37.2)        | 5.8 (42.4)        | 10.3 (50.5)       | 15.0 (59.0)       | 19.7 (67.5)       | 23.7 (74.7)       | 24.1 (75.4)       | 20.6 (69.1)       | 14.5 (58.1)       | 9.0 (48.2)        | 4.0 (39.2)        | 12.6 (54.8)       |
| 역대 최저 기온 °C (°F)                                       | −7.3 (18.9)       | −5.5 (22.1)       | −1.9 (28.6)       | −0.1 (31.8)       | 6.7 (44.1)        | 10.5 (50.9)       | 17.8 (64.0)       | 18.1 (64.6)       | 9.3 (48.7)        | 3.7 (38.7)        | −0.4 (31.3)       | −3.6 (25.5)       | −7.3 (18.9)       |
| 평균 강수량 mm (인치)                                        | 69.9 (2.75)       | 90.6 (3.57)       | 118.3 (4.66)      | 133.1 (5.24)      | 165.8 (6.53)      | 426.2 (16.78)     | 386.7 (15.22)     | 203.7 (8.02)      | 196.8 (7.75)      | 101.1 (3.98)      | 93.2 (3.67)       | 73.2 (2.88)       | 2,033.4 (80.06)   |
| 평균 강수일수 (≥ 1.0 mm)                                     | 8.3               | 9.1               | 11.3              | 10.4              | 10.0              | 15.4              | 13.0              | 11.2              | 10.3              | 7.4               | 8.5               | 8.6               | 123.5             |
| 평균 월간 일조시간                                           | 118.8             | 131.4             | 160.8             | 179.9             | 187.7             | 121.5             | 187.8             | 209.8             | 169.9             | 177.1             | 143.7             | 131.1             | 1,922             |
| 출처: 일본 기상청 (평년값: 1991년~2020년, 극값: 1977년~현재) |                   |                   |                   |                   |                   |                   |                   |                   |                   |                   |                   |                   |                   |

### 인접하는 자치체
- 구마모토현
  - 우키시
  - 시모마시키군 미사토정
  - 가미마시키군 야마토정
  - 야쓰시로군 히카와정
  - 아시키타군 아시키타정
  - 구마군 미즈카미촌, 이쓰키촌, 야마에촌, 구마촌

- 미야자키현
  - 히가시우스키군 시바촌

## 교통

### 철도
- 규슈 여객철도(JR 규슈)
  - 규슈 신칸센
    - 신야쓰시로역

  - 가고시마 본선
    - 아리사역 - 센초역 - 신야쓰시로역 - 야쓰시로역

  - 히사쓰선
    - 야쓰시로역 - 단역 - 사카모토역 - 하키역 - 가마세역 - 세토이시역
- 히사쓰 오렌지 철도
  - 히사쓰 오렌지 철도선
    - 야쓰시로역 - 히고코다역 - 히나구온센역 - 히고후타미역

### 도로
- 규슈 자동차도
- 미나미큐슈 자동차도
- 국도 3호선
- 국도 219호선
- 국도 443호선
- 국도 445호선

## 자매 도시
- 일본 오카야마현 쓰쿠보군 하야시마정(1978년 4월 13일)
- 일본 나라현 요시노군 도쓰카와촌
- 일본 도쿠시마현 미요시시
- 중국 광시 좡족 자치구 베이하이시(1996년 3월 5일)